# Chen Zhe
Chen Zhe (chiń. 陈哲, ur. 9 marca 1993) – chiński skoczek narciarski. Uczestnik zimowych igrzysk azjatyckich (2017). Medalista zimowych igrzysk chińskich oraz mistrzostw kraju.

## Przebieg kariery
Pochodzi z prowincji Jilin. W grudniu 2016 w Notodden zadebiutował w FIS Cupie, plasując się dwukrotnie na początku dziewiątej dziesiątki. W lutym 2017 w Sapporo wziął udział w zimowych igrzyskach azjatyckich, zajmując ostatnią, 16. lokatę w konkursie indywidualnym na skoczni normalnej. W grudniu 2018 w Park City zdobył pierwsze punkty FIS Cup. W słabo obsadzonych zawodach (w obu wystąpiło 24 zawodników) zajął kolejno 19. i 18. miejsce. W grudniu 2019 w Vikersund zadebiutował w Pucharze Kontynentalnym, plasując się na 68. lokacie. Pierwsze punkty tego cyklu zdobył w grudniu 2021 w Zhangjiakou, gdzie był 25. i 26. (były to jego ostatnie starty na arenie międzynarodowej).
Chen osiągał sukcesy na arenie krajowej. W styczniu 2019 w Jilin zdobył srebrny medal mistrzostw Chin w konkursie indywidualnym na skoczni normalnej, a w marcu 2021 w mistrzostwach kraju w Laiyuan zdobył srebrny medal w rywalizacji drużynowej oraz brązowe krążki w zmaganiach indywidualnych na skoczni normalnej i dużej. Ponadto stawał na podium Chińskich Igrzysk Zimowych 2020 rozgrywanych w Planicy – w letniej części rywalizacji, odbywającej się w październiku 2019, zdobył srebrne medale w konkursach indywidualnych na skoczni dużej oraz normalnej, a w części zimowej, która miała miejsce w tej samej miejscowości w styczniu 2020, zdobył złoty medal w rywalizacji drużynowej oraz brązowy w zmaganiach zespołów mieszanych.

## Igrzyska azjatyckie

### Indywidualnie
| 2017 Sapporo | – | 16. miejsce (K-90) |

### Starty Chen Zhe na igrzyskach azjatyckich – szczegółowo
| Miejsce | Dzień     | Rok  | Miejscowość | Skocznia   | Punkt K | HS     | Konkurs  | Skok 1 | Skok 2 | Nota     | Strata    | Zwycięzca   |
| ------- | --------- | ---- | ----------- | ---------- | ------- | ------ | -------- | ------ | ------ | -------- | --------- | ----------- |
| 16.     | 22 lutego | 2017 | Sapporo     | Miyanomori | K-90    | HS-100 | indywid. | 64,0 m | 61,5 m | 95,5 pkt | 158,5 pkt | Yukiya Satō |

## Puchar Kontynentalny

### Miejsca w klasyfikacji generalnej
| Sezon     | Miejsce |
| --------- | ------- |
| 2021/2022 | 102.    |

### Miejsca w poszczególnych konkursachPucharu Kontynentalnego
| Źródło                                                                        | Źródło            | Źródło          | Źródło          | Źródło              | Źródło              | Źródło            | Źródło            | Źródło           | Źródło           | Źródło          | Źródło          | Źródło              | Źródło              | Źródło              | Źródło              | Źródło           | Źródło         | Źródło     | Źródło        | Źródło        | Źródło      | Źródło      | Źródło         | Źródło         | Źródło         | Źródło | Źródło | Źródło | Źródło | Źródło | Źródło | Źródło | Źródło | Źródło | Źródło | Źródło | Źródło | Źródło | Źródło | Źródło | Źródło | Źródło | Źródło | Źródło | Źródło | Źródło | Źródło | Źródło | Źródło |
| ----------------------------------------------------------------------------- | ----------------- | --------------- | --------------- | ------------------- | ------------------- | ----------------- | ----------------- | ---------------- | ---------------- | --------------- | --------------- | ------------------- | ------------------- | ------------------- | ------------------- | ---------------- | -------------- | ---------- | ------------- | ------------- | ----------- | ----------- | -------------- | -------------- | -------------- | ------ | ------ | ------ | ------ | ------ | ------ | ------ | ------ | ------ | ------ | ------ | ------ | ------ | ------ | ------ | ------ | ------ | ------ | ------ | ------ | ------ | ------ | ------ | ------ |
| Sezon 2019/2020                                                               |                   |                 |                 |                     |                     |                   |                   |                  |                  |                 |                 |                     |                     |                     |                     |                  |                |            |               |               |             |             |                |                |                |        |        |        |        |        |        |        |        |        |        |        |        |        |        |        |        |        |        |        |        |        |        |        |        |
| Vikersund HS117                                                               | Vikersund HS117   | Ruka HS142      | Ruka HS142      | Bischofshofen HS142 | Bischofshofen HS142 | Klingenthal HS140 | Klingenthal HS140 | Sapporo HS137    | Sapporo HS137    | Planica HS138   | Planica HS138   | Brotterode HS117    | Brotterode HS117    | Iron Mountain HS133 | Iron Mountain HS133 | Predazzo HS135   | Predazzo HS135 | Rena HS139 | Lahti HS130   | Lahti HS130   | punkty      | punkty      | punkty         | punkty         | punkty         | punkty | punkty | punkty | punkty | punkty | punkty | punkty | punkty | punkty | punkty | punkty | punkty | punkty | punkty |        |        |        |        |        |        |        |        |        |        |
| -                                                                             | 68                | -               | -               | 61                  | 66                  | -                 | -                 | 47               | 48               | 62              | 64              | -                   | -                   | -                   | -                   | 60               | 59             | -          | -             | -             | 0           | 0           | 0              | 0              | 0              | 0      | 0      | 0      | 0      | 0      | 0      | 0      | 0      | 0      | 0      | 0      | 0      | 0      | 0      |        |        |        |        |        |        |        |        |        |        |
| Sezon 2021/2022                                                               |                   |                 |                 |                     |                     |                   |                   |                  |                  |                 |                 |                     |                     |                     |                     |                  |                |            |               |               |             |             |                |                |                |        |        |        |        |        |        |        |        |        |        |        |        |        |        |        |        |        |        |        |        |        |        |        |        |
| Zhangjiakou HS140                                                             | Zhangjiakou HS140 | Vikersund HS117 | Vikersund HS117 | Ruka HS142          | Ruka HS142          | Engelberg HS140   | Engelberg HS140   | Oberstdorf HS137 | Oberstdorf HS137 | Innsbruck HS128 | Innsbruck HS128 | Iron Mountain HS133 | Iron Mountain HS133 | Iron Mountain HS133 | Brotterode HS117    | Brotterode HS117 | Rena HS139     | Rena HS139 | Planica HS138 | Planica HS138 | Lahti HS130 | Lahti HS130 | Zakopane HS140 | Zakopane HS140 | Zakopane HS140 | punkty | punkty | punkty | punkty | punkty | punkty | punkty | punkty | punkty | punkty | punkty | punkty | punkty | punkty | punkty | punkty | punkty | punkty | punkty |        |        |        |        |        |
| 25                                                                            | 26                | -               | -               | -                   | -                   | -                 | -                 | -                | -                | -               | -               | -                   | -                   | -                   | -                   | -                | -              | -          | -             | -             | -           | -           | -              | -              | -              | 11     | 11     | 11     | 11     | 11     | 11     | 11     | 11     | 11     | 11     | 11     | 11     | 11     | 11     | 11     | 11     | 11     | 11     | 11     |        |        |        |        |        |
| Legenda                                                                       |                   |                 |                 |                     |                     |                   |                   |                  |                  |                 |                 |                     |                     |                     |                     |                  |                |            |               |               |             |             |                |                |                |        |        |        |        |        |        |        |        |        |        |        |        |        |        |        |        |        |        |        |        |        |        |        |        |
| 1 2 3 4-10 11-30 poniżej 30 dq – dyskwalifikacja - – zawodnik nie wystartował |                   |                 |                 |                     |                     |                   |                   |                  |                  |                 |                 |                     |                     |                     |                     |                  |                |            |               |               |             |             |                |                |                |        |        |        |        |        |        |        |        |        |        |        |        |        |        |        |        |        |        |        |        |        |        |        |        |

## FIS Cup

### Miejsca w klasyfikacji generalnej
| Sezon     | Miejsce |
| --------- | ------- |
| 2018/2019 | 101.    |
| 2021/2022 | 84.     |

### Miejsca w poszczególnych konkursachFIS Cupu
| Źródło                                                                        | Źródło        | Źródło           | Źródło           | Źródło           | Źródło           | Źródło           | Źródło           | Źródło             | Źródło             | Źródło         | Źródło         | Źródło        | Źródło        | Źródło               | Źródło               | Źródło          | Źródło          | Źródło         | Źródło         | Źródło       | Źródło        | Źródło        | Źródło | Źródło | Źródło | Źródło | Źródło | Źródło | Źródło | Źródło | Źródło | Źródło | Źródło | Źródło | Źródło | Źródło | Źródło | Źródło | Źródło |        |
| ----------------------------------------------------------------------------- | ------------- | ---------------- | ---------------- | ---------------- | ---------------- | ---------------- | ---------------- | ------------------ | ------------------ | -------------- | -------------- | ------------- | ------------- | -------------------- | -------------------- | --------------- | --------------- | -------------- | -------------- | ------------ | ------------- | ------------- | ------ | ------ | ------ | ------ | ------ | ------ | ------ | ------ | ------ | ------ | ------ | ------ | ------ | ------ | ------ | ------ | ------ | ------ |
| Sezon 2016/2017                                                               |               |                  |                  |                  |                  |                  |                  |                    |                    |                |                |               |               |                      |                      |                 |                 |                |                |              |               |               |        |        |        |        |        |        |        |        |        |        |        |        |        |        |        |        |        |        |
| Villach HS98                                                                  | Villach HS98  | Szczyrk HS106    | Szczyrk HS106    | Kuopio HS127     | Kuopio HS127     | Einsiedeln HS117 | Einsiedeln HS117 | Hinterzarten HS108 | Hinterzarten HS108 | Râșnov HS100   | Râșnov HS100   | Notodden HS98 | Notodden HS98 | Zakopane HS134       | Zakopane HS134       | Eau Claire HS95 | Eau Claire HS95 | Sapporo HS100  | Sapporo HS134  | punkty       | punkty        | punkty        | punkty | punkty | punkty | punkty | punkty | punkty | punkty | punkty | punkty | punkty | punkty | punkty | punkty | punkty | punkty | punkty |        |        |
| -                                                                             | -             | -                | -                | -                | -                | -                | -                | -                  | -                  | -              | -              | 81            | 82            | -                    | -                    | -               | -               | -              | -              | 0            | 0             | 0             | 0      | 0      | 0      | 0      | 0      | 0      | 0      | 0      | 0      | 0      | 0      | 0      | 0      | 0      | 0      | 0      |        |        |
| Sezon 2018/2019                                                               |               |                  |                  |                  |                  |                  |                  |                    |                    |                |                |               |               |                      |                      |                 |                 |                |                |              |               |               |        |        |        |        |        |        |        |        |        |        |        |        |        |        |        |        |        |        |
| Villach HS98                                                                  | Villach HS98  | Szczyrk HS106    | Szczyrk HS106    | Râșnov HS97      | Râșnov HS97      | Notodden HS100   | Notodden HS100   | Park City HS100    | Park City HS100    | Zakopane HS140 | Zakopane HS140 | Planica HS102 | Planica HS102 | Rastbüchl HS78       | Rastbüchl HS78       | Villach HS98    | Villach HS98    | punkty         | punkty         | punkty       | punkty        | punkty        | punkty | punkty | punkty | punkty | punkty | punkty | punkty | punkty | punkty | punkty | punkty | punkty | punkty | punkty |        |        |        |        |
| -                                                                             | -             | -                | -                | -                | -                | -                | -                | 19                 | 18                 | -              | -              | 77            | 76            | -                    | -                    | 61              | 44              | 25             | 25             | 25           | 25            | 25            | 25     | 25     | 25     | 25     | 25     | 25     | 25     | 25     | 25     | 25     | 25     | 25     | 25     | 25     |        |        |        |        |
| Sezon 2019/2020                                                               |               |                  |                  |                  |                  |                  |                  |                    |                    |                |                |               |               |                      |                      |                 |                 |                |                |              |               |               |        |        |        |        |        |        |        |        |        |        |        |        |        |        |        |        |        |        |
| Szczyrk HS106                                                                 | Szczyrk HS106 | Szczuczyńsk HS99 | Szczuczyńsk HS99 | Ljubno HS94      | Ljubno HS94      | Pjongczang HS109 | Pjongczang HS109 | Râșnov HS97        | Râșnov HS97        | Villach HS98   | Villach HS98   | Notodden HS98 | Notodden HS98 | Oberwiesenthal HS105 | Oberwiesenthal HS105 | Zakopane HS140  | Zakopane HS140  | Rastbüchl HS78 | Rastbüchl HS78 | Villach HS98 | Villach HS98  | punkty        | punkty | punkty | punkty | punkty | punkty | punkty | punkty | punkty | punkty | punkty | punkty | punkty | punkty | punkty | punkty | punkty | punkty | punkty |
| -                                                                             | -             | -                | -                | 65               | 60               | -                | -                | -                  | -                  | 77             | 85             | 52            | 48            | -                    | -                    | -               | -               | -              | -              | 76           | 78            | 0             | 0      | 0      | 0      | 0      | 0      | 0      | 0      | 0      | 0      | 0      | 0      | 0      | 0      | 0      | 0      | 0      | 0      | 0      |
| Sezon 2021/2022                                                               |               |                  |                  |                  |                  |                  |                  |                    |                    |                |                |               |               |                      |                      |                 |                 |                |                |              |               |               |        |        |        |        |        |        |        |        |        |        |        |        |        |        |        |        |        |        |
| Otepää HS97                                                                   | Otepää HS97   | Kuopio HS100     | Kuopio HS127     | Einsiedeln HS117 | Einsiedeln HS117 | Ljubno HS94      | Ljubno HS94      | Villach HS98       | Villach HS98       | Lahti HS100    | Lahti HS100    | Falun HS100   | Falun HS100   | Kandersteg HS106     | Kandersteg HS106     | Notodden HS98   | Notodden HS98   | Zakopane HS105 | Villach HS98   | Villach HS98 | Oberhof HS100 | Oberhof HS100 | punkty |        |        |        |        |        |        |        |        |        |        |        |        |        |        |        |        |        |
| 31                                                                            | 33            | 61               | 47               | 38               | 34               | 54               | 58               | dq                 | 74                 | 13             | 15             | -             | -             | -                    | -                    | -               | -               | -              | -              | -            | -             | -             | 36     |        |        |        |        |        |        |        |        |        |        |        |        |        |        |        |        |        |
| Legenda                                                                       |               |                  |                  |                  |                  |                  |                  |                    |                    |                |                |               |               |                      |                      |                 |                 |                |                |              |               |               |        |        |        |        |        |        |        |        |        |        |        |        |        |        |        |        |        |        |
| 1 2 3 4-10 11-30 poniżej 30 dq – dyskwalifikacja - – zawodnik nie wystartował |               |                  |                  |                  |                  |                  |                  |                    |                    |                |                |               |               |                      |                      |                 |                 |                |                |              |               |               |        |        |        |        |        |        |        |        |        |        |        |        |        |        |        |        |        |        |